# Човешки ресурси
Човешките ресурси са хората, които съставляват работната сила на една организация, бизнес сектор или икономика. Терминът „човешки капитал“ понякога се използва като синоним на човешки ресурси, въпреки че обикновено човешкият капитал се отнася до по-тесен ефект (например знанието, което индивидите притежават, и икономическият растеж). По същата логика понякога се използват други термини, включително работна ръка, талант, труд, персонал или просто хора.
Един отдел „Човешки ресурси“ (HR отдел) на дадена организация се занимава с мениджмънт на човешките ресурси, управлявайки различни аспекти от работата като спазването на трудовото право и стандартите на работа, администрирането на възнагражденията на служителите и някои аспекти от назначаването.

## Задължения на HR
Мениджърите „Човешки ресурси“ имат много отговорности, които спадат към работа им. Те включват планиране, назначаване и подбиране, публикуване на обяви за работа, оценяване представянето на служителите, организиране на резюмета и кандидатури за работа, насрочване на интервюта и асистиране в провеждането им, както и проверка на досиета. Друга част от работата им е плащането на заплати и администрирането на възнаграждения, което е свързано с осигуряването на отчет за отпуски и болнични и одобряването на фактури за разплащания. HR-ите също така координират дейностите по трудовите взаимоотношения и програми, които включват, но не са ограничени до консултирането на служителите. Последното им задължение е редовното поддържане, като с това специалистите „Човешки ресурси“ се уверяват, че настоящите им файлове и бази данни са актуални, администрират редовно социалните осигуровки на служителите, поддържат трудовия статус и изпълняват равнения, свързани със заплатите и осигуровките.

## Дейности
Мениджърът „Човешки ресурси“ има няколко функции в компанията:
- Определя нуждите на персонала;
- Решава дали да използва временен персонал или да наеме служители, за да запълнят тези нужди;
- Назначават и обучават най-добрите служители;
- Наблюдават работата;
- Управляват отношенията със служители, съюзи и колективното трудово преговаряне;
- Изготвят досиета на и политики за служителите;
- Осигуряват високо ниво на представянето;
- Управляват заплатите, социалните осигуровки и компенсациите на служителите;
- Осигуряват равни възможности;
- Справят се с дискриминация;
- Справят се с проблеми при представянето;
- Уверяват се, че HR практиките са съобразени с различни регулации;
- Насърчават мотивацията на служителите;
- Играят ролята на медиатори при вътрешни спорове;
- Повишават и развиват знанията и уменията на служителите;
- Разпространяват информация в организацията, за да подпомогнат нейния растеж.

Мениджърите трябва да развият междуличностните си умения, за да бъдат ефективни. Поведението на организациите се фокусира върху това как да подобрят факторите, които правят организацията по-ефективна.

## История
Мениджмънтът на човешките ресурси преди се е отнасял към „администрирането на персонала“. През 1920-те години това администриране се е фокусирало главно върху назначаването, оценката, обучението и компенсирането на служителите. Но HR специалистите не са се фокусирали върху каквито и да било трудови правоотношения на ниво организационно представяне. Това довело до липсваща унифицирана парадигма в сферата през този период.
Според една статия в HR Magazine първият отдел по управление на персонала е открит през 1900 година в американската компания „National Cash Register Co.“. След няколко синдикални стачки и блокировки на служителите собственикът, Джон Хенри Патерсън, организира отдел за персонала, които да се занимава с оплаквания, освобождавания и уволнения, сигурност и обучение за наблюдателите относно новите закони и практики след размириците. Примерът му са последвали и други компании. Ford например са достигнали оборот от 380% през 1913 година, но само година по-късно, швартовчиците в компанията са удвоили дневните си надници от 2.50 долара на 5 долара, въпреки че 2.50 долара е била справедлива по това време. Този пример ясно показва значението на ефективния мениджмънт, който води до по-добър резултат за удовлетвореността на служителите, както и насърчаването на служителите да работят заедно, за да постигат по-добри стопански цели.
През 1970 година американският бизнес започва да се изправя пред предизвикателства заради същественото увеличаване на конкурентен натиск. Компаниите изживяват глобализация, дерегулация и бърза технологична промяна, което кара големите компании да усилят стратегическото си планиране – процес по предвиждане на бъдещи промени в определена среда и да се фокусират върху начините за повишаване на организационната ефективност. Това резултира в развитието на повече професии и възможности за хората да покажат своите способности, насочени към изграждането на служители, които се отнасят ефективно към изпълнението на индивидуални, групови и организационни цели. Години по-късно HR мениджмънтът беше създаден в университети и колежи, познат още като бизнес администрация. Тя се състои от всички дейности, които компанията прилага, за да осигури по-ефективното използване на служителите.
Сега човешките ресурси са съсредоточени върху човешкия аспект от мениджмънта. Има две реални определения за Управление на човешките ресурси (Human Resource Management-HRM). Едното гласи, че това е процесът по управление на хора в организации по структуриран и задълбочен начин. Това означава, че се покрива назначаването, уволняването, заплатите и привилегиите и управление на представянето. Тази първа дефиниция е модерната и традиционна версия, нещо, което един „мениджър персонал“ е правил през 1920-те. Второто определение е, че HRM обхваща идеите за управление на хора в организациите от гледна точка на макро мениджмънта като клиенти и конкуренти на пазара. Това въвежда и фокусът върху осъществяване на една връзка със служителите, която удовлетворява едновременно мениджмънта и служителите.
Някои изследвания показват, че служителите работят много по-продуктивно, когато наблюдателите и мениджърите им им обръщат повече внимание.
Бащата на човешките взаимоотношения, Елтън Мейо, е бил първият човек, който подсилва значението на комуникацията, сътрудничеството и ангажираността към служителите. Неговите изследвания заключават, че човешките фактори са много по-важни от физическите фактори като качеството на осветлението и физическите условия на работа. Като резултат в съвременното общество често индивидите повече оценяват начина, по който се чувстват, отколкото работната среда. Например поощряващата система в управлението на човешки ресурси се прилага ефективно понеже когато всички усилия на служителите са оценени и възнаградени, това допълнително ги насърчава да се представят по възможно най-добрия начин.

## Произход на терминологията
Пионерът в икономиката Джон Комънс употребява термина „човешки ресурси“ в своята книга от 1893 година „Разпределението на благата“, но не надгражда над него. Впоследствие терминът се използва през 1910-те и 1930-те, за да засили идеята, че човешките същества притежават стойност, която трябва да се поддържа, за да се реализира човешкото достойнство. Tова се променя в началото на 1950-те, когато „управлението на човешки ресурси“ започва да вижда хората като средство за постигане на определена цел на работодателите. Сред учените първата употреба на „човешки ресурси“ в съвременната му форма е била в доклад на икономиста Е. Райт Баке през 1958 година. Терминът започва да се развива през 19 век заради недоразумения между работодатели и служители.

## Терминът в практиката
От корпоративната гледна точка служителите обикновено се разглеждат като активи за предприятието, чиято стойност се увеличава чрез допълнително обучение и развитие, познато като развитие на човешките ресурси.
По отношение на това как индивидите отвръщат на промените на пазара на труда, следното трябва да бъде разбрано:
- Умения и квалификации: тъй като индустриите преминават от ръчни към управленски професии, нуждата от по-високо квалифицирани кадри се увеличава. Ако на пазара има недостиг на работна сила, работодателите трябва да се борят за служители, като предлагат финансови бонуси, инвестиционна общност и др.
- Географско разпределение: колко далеч е местоработата от местожителството на човека? Разстоянието, което трябва да се пропътува до работа, трябва да бъде в съответствие с възнаграждението и транспорта и инфраструктурата в околността също оказват влияние върху това кой кандидатства за дадена позиция.
- Професионална структура: нормите и ценностите на различните професии в рамките на една организация. През 1989 Пиърс О'Махони развива три различни типа професионална структура, а именно занаят (лоялност към професията), кариерен път в организацията (повишение чрез формата) и неструктурирана (по-малко/неквалифицирани работници, които работят, когато се налага).
- Разлика между поколенията: различните възрастови категории на служителите притежават някои характеристики, например поведението им и очакванията им към организацията.

## Притеснения относно терминологията
Един сериозен повод за притеснение е, че възприемането на хората като активи, вещи или ресурси е равносилно на превръщането им в стока, предмет и в крайна сметка злоупотребата с тях. Някои анализи показват, че човешките същества не са „стоки“ или „ресурси“, а са креативни и социални същества в едно продуктивно предприятие. За разлика от тези анализи, ревизия на сертификата ISO 9001 от 2000 година изисква да се идентифицират процесите, техните последователност и взаимодействие и да се определят и комуникират отговорности и авторитети. Общо взето силно профсъюзните нации като Франция и Германия са възприели и насърчават подобни подходи. Също така през 2001 година Международната организация по труда реши да преразгледа своята препоръка номер 150 за Развитие на човешките ресурси от 1975 година, което резултира в следния принцип: „Трудът не е стока.“ Един от възгледите върху тези тенденции гласи, че силният социален консенсус между политикономията и добрата система за социално осигуряване улесняват трудовата мобилност и обикновено правят икономиката по-продуктивна понеже служителите могат да развият качества и опит по различни начини, както и да се преместят от едно предприятие в друго с по-малко спорове или трудности при адаптирането.
Друга важна полемика засяга трудовата мобилност и широкия философски проблем с употребата на фразата „човешки ресурси“. Правителствата на развиващите се нации често смятат, че практиката на развитите нации, които насърчават имиграцията или така наречените гастарбайтери, да присвояват човешки капитал е по-скоро в тяхно право (на развиващите се нации) и този човешки капитал е нужен за подпомагането на икономическия им растеж. С времето ООН започва общо взето да подкрепя повече гледната точка на развиващите се нации и поизксва съществена компенсационна „чужда помощ“, за да могат развиващите се страни, които губят човешки капитал, да не загубват способността си да продължават да обучават нови хора на занаяти, професии и изкуства.

## Развитие
Човешките ресурси представляват важна част от развитието и създаването на една компания или организация в началото или успеха ѝ в края заради трудът, осигурен от служителите. Предназначението на човешките ресурси е да покажат как се поддържат добри трудови взаимоотношения между всички работещи, както и да насърчат добрата работна етика и оттам да започнат да създават още по-добра работна среда.

## Планиране
Администрацията и операциите бяха двете главни роли на HR-а. Компонентът стратегическо планиране влиза в действие като резултат от това, че компаниите осъзнават потребността HR нуждите да бъдат осмислени в цели и стратегии. HR директорите често са част от изпълнителния екип на една компания именно заради планиращата функция на HR-a, а броят и типовете служители и развитието на системите за възнаграждение са едни от основните елементи на планирането.